# William Berryman Scott
William Berryman Scott (* 12. Februar 1858 in Cincinnati, Ohio; † 29. März 1947 in Princeton, New Jersey) war ein US-amerikanischer Wirbeltier-Paläontologe, eine Autorität auf dem Gebiet der Säugetiere und Hauptautor der Monographien über das Oligozän des White River in South Dakota.

## Leben
Scott graduierte an der Princeton University und legte 1880 den Ph.D. an der Ruprecht-Karls-Universität Heidelberg ab. Später war er Professor der Geologie und Paläontologie an der Princeton University.
1925 war er Präsident der Geological Society of America.
Er heiratete Alice Adeline Post am 15. Dezember 1883.

## Ehrungen
1910 wurde ihm die Wollaston-Medaille der Geological Society of London verliehen und 1939 die Penrose-Medaille der Geological Society of America, 1940 die Daniel Giraud Elliot Medal der National Academy of Sciences. 1886 wurde er in die American Philosophical Society, 1906 in die National Academy of Sciences und 1912 in die American Academy of Arts and Sciences gewählt.

## Werke
- 1888: On some new and little known creodonts. In: Academy of Natural Sciences, Philadelphia, Proceedings. 2. Serie, Band 9, Nr. 2, S. 155–185
- 1890: Beiträge zur Kenntnis der Oreodontidae. In: Morphologisches Jahrbuch. Band 16, Nr. 2, S. 319–395
- 1891: On the osteology of Poebrotherium. In: Journal of Morphology. Band 5, Nr. 1, S. 1–78
- 1891: On the osteology of Mesohyppos and Leptomeryx, with observations on the modes and factors of evolution in the mammalia. In: Journal of Morphology. Band 5, Nr. 3, S. 301–406
- 1892: A revision of the North American Creodonta with notes on some genera which have been referred to that group. In: Academy of Natural Sciences, Philadelphia, Proceedings. 2. Serie, Band 9, Nr. 3, S. 291–323
- 1893: On a new Musteline from the John Day Miocene. In: The American Naturalist. 27, S. 658–659.
- 1894: The osteology of Hyaenodon. In: Academy of Natural Sciences, Philadelphia, Proceedings. 2. Serie, Band 9, Nr. 4, S. 499–536
- 1895: The osteology and relations of Protoceras. In: Journal of Morphology. Band 11, Nr. 2, S. 303–374
- 1897: An introduction to geology. The Macmillian Company, New York. Neuauflagen 1907 und 1932
- 1898: The osteology of Elotherium. In: Transactions of the American Philosophical Society. New Series, Band 19, S. 273–324
- 1901–1932: Reports of the Princeton University Expeditions to Patagonia, 1896–1899. The University of Princeton (Herausgeber und Co-Autor)
- 1913: A history of land mammals in the western hemisphere. The MacMillan Company, New York. Mit Illustrationen von Bruce Horsfall. Neuauflage 1937
- 1917: The theory of evolution, with special reference to the evidence upon which it is founded. The Macmillian Company, New York
- 1922: Physiography, the science of the abode of man.Collier, New York
- 1926: Geological climates. In: Geological Society of America Bulletin. Band 37, Nr. 1, S. 261–278
- 1936–1941: The mammalian fauna of the White River Oligocene. Transactions of the American Philosophical Society, New Series, 5 Bände
- 1939: Some memories of a palaeontologist. Princeton University Press (Google Books)